# All for Love
Все для кохання — пісня, яку написали Браян Адамс, Роберт Джон «Матт» Ланг та Майкл Кеймен для саундтреку фільму «Три мушкетери» (1993). Її виконали Браян Адамс, Род Стюарт та Стінг. Рок-баладу було випущено як CD-сингл у США 16 листопада 1993 року. Стала хітом у всьому світі, номером один у Європі, Австралії та Північній Америці.
Браян Адамс також зробив живу версію 1994 року, в якій брали участь Лучано Паваротті, Андреа Бочеллі, Ненсі Густафсон та Джорджія Тодрані. Майкл Кеймен, який написав пісню разом з Адамсом, диригував оркестром.

## Передумови та написання
Назва була натхнена девізом «Три мушкетери»: «Всі за одного, і один за всіх».

## Позиції в рейтингах
У Сполучених Штатах 22 січня 1994 року сингл досяг номера один на «Billboard» Hot 100. Він залишався на вершині чартів протягом трьох тижнів, перш ніж його змістила з першого місця композиція «Сила кохання», виконана Селін Діон. У США було продано 1,2 мільйона примірників запису, та пісня отримала платинову сертифікацію від Американської асоціації компаній звукозапису (RIAA). В Канаді пісня вийшла на перше місце у чарті RPM100 Hit Tracks канадського музичного журналу RPM 17 січня 1994 року, замінивши сольний хіт Браяна Адамса «Please Forgive Me», який уже шість тижнів був номером один. Оскільки «All for Love» протягом п'яти тижнів залишалася під номером один, Адамс опинився на позиції номер 11 протягом 11 тижнів у канадському чарті.
2007 року шведський гурт E.M.D. випустив кавер на пісню, досягнувши піку під номером один у своїй рідній країні. Браян Адамс також зробив римейк французькою мовою разом із Гару та Роком Вуазином під назвою Ансамбль Тус для фільму про Квебек Il était une fois Les Boys.

## Учасники запису
- Браян Адамс — вокал
- Род Стюарт — вокал
- Стінг — вокал, бас
- Домінік Міллер — гітара
- Кіт Скотт[en] — лідер-гітара
- Білл Пейн[en] — фортепіано
- Едвард Шермур[en] — клавішні
- Міккі Каррі[en] — барабани

## Рейтинги
| Чарт (1993—1994)                          | Найвища позиція |
| ----------------------------------------- | --------------- |
| Австралія (ARIA)                          | 1               |
| Австрія (Ö3 Austria Top 75)               | 1               |
| Бельгія (Ultratop Flanders)               | 2               |
| Данія (IFPI)                              | 1               |
| Європа (Eurochart Hot 100)                | 1               |
| Фінляндія (Suomen virallinen lista)       | 1               |
| Франція (SNEP)                            | 7               |
| Німеччина (Official German Charts)        | 1               |
| Ісландія (Íslenski Listinn Topp 40)       | 5               |
| Італія (Musica e dischi)                  | 1               |
| Нідерланди (Dutch Top 40)                 | 3               |
| Нідерланди (Mega Single Top 100)          | 3               |
| Нова Зеландія (RIANZ)                     | 5               |
| Норвегія (VG-lista)                       | 1               |
| Польща (LP3)                              | 1               |
| Spain (AFYVE)                             | 17              |
| Швеція (Sverigetopplistan)                | 1               |
| Швейцарія (Media Control AG)              | 1               |
| Велика Британія (Official Charts Company) | 2               |
| США (Billboard Hot 100)                   | 1               |
| США (Adult Contemporary) (Billboard)      | 4               |
| США (Mainstream Top 40) (Billboard)       | 1               |

| Чарт (1994)                          | Позиція |
| ------------------------------------ | ------- |
| Австралія                            | 10      |
| Австралія (Ö3 Austria Top 40)        | 3       |
| Бельгія (Ultratop)                   | 18      |
| Канада Top Singles (RPM)             | 1       |
| Канада Adult Contemporary (RPM)      | 11      |
| Німеччина (Official German Charts)   | 9       |
| Нідерланди (Single Top 100)          | 29      |
| Нова Зеландія (Recorded Music NZ)    | 42      |
| Швеція (Sverigetopplistan)           | 2       |
| Швейцарія (Schweizer Hitparade)      | 7       |
| UK Singles (Official Charts Company) | 37      |
| US Billboard Hot 100                 | 8       |

| Чарт (1990—1999)     | Позиція |
| -------------------- | ------- |
| US Billboard Hot 100 | 69      |

## Сертифікація
| Регіон                 | Місце           | Продажі    |
| ---------------------- | --------------- | ---------- |
| Австралія (ARIA)       | Платиновий диск | 70,000^    |
| Австрія (IFPI Austria) | Золотий диск    | 25,000^    |
| Німеччина (BVMI)       | Золотий диск    | 250,000^   |
| Японія (RIAJ)          | Золотий диск    | 50,000^    |
| Нова Зеландія (RMNZ)   | Золотий диск    | 5,000*     |
| Швеція (GLF)           | Золотий диск    | 25,000^    |
| Велика Британія (BPI)  | Срібний диск    | 200,000^   |
| США (RIAA)             | Платиновий диск | 1,000,000^ |

*продажі, що базуються лише на сертифікаціях
^відвантаження, що базуються лише на сертифікаціях